# Murushid Juuko
Murushid Juuko (ur. 14 kwietnia 1994 w Kampali) – ugandyjski piłkarz występujący na pozycji obrońcy. Od 2022 roku jest zawodnikiem Vipers SC. W reprezentacji Ugandy Juuko gra od 2014 roku. Selekcjoner Milutin Sredojević powołał go na Puchar Narodów Afryki 2017.